# 슈뢰딩거 방정식

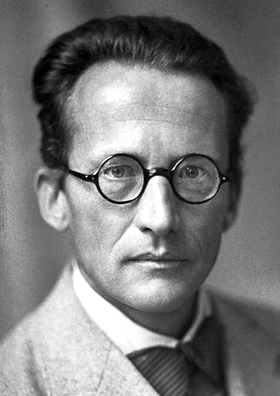
에르빈 슈뢰딩거

슈뢰딩거 방정식(-方程式, 영어: Schrödinger equation)은 비상대론적 양자역학적 계의 시간에 따른 진화를 나타내는 선형 편미분 방정식이다. 오스트리아의 물리학자 에르빈 슈뢰딩거가 도입하였고, 그가 발명한 파동역학의 기본 방정식이다.

## 정의
파동 함수 {\displaystyle \psi (x)}에 대한 슈뢰딩거 방정식은 다음과 같다.
{\displaystyle i\hbar {\frac {\partial {}|\psi \rangle }{\partial {}t}}={\hat {H}}|\psi \rangle }
해밀토니언 연산자 {\displaystyle {\hat {H}}}는 고전적 해밀토니언에 해당하는 연산자로, 후자를 양자화하여 얻는다. {\displaystyle |\psi \rangle }는 폴 디랙의 브라-켓 표기를 사용해 나타낸, 슈뢰딩거 묘사에서의 힐베르트 공간의 상태 벡터이다. 이를 파동 함수 {\displaystyle \psi }로 나타낼 수 있다. (파동 함수에 대한 해석은 코펜하겐 해석을 참조하라.)
해밀토니언 연산자 {\displaystyle {\hat {H}}}는 보통 미분 연산자이다. 예를 들어, 퍼텐셜 {\displaystyle V(\mathbf {x} ,t)} 속에 있는, 질량이 {\displaystyle m}인 비상대론적 입자의 경우 해밀토니언은 다음과 같은 2차 미분 연산자이다.
{\displaystyle {\hat {H}}=-{\frac {\hbar ^{2}}{2m}}\nabla ^{2}+V(\mathbf {x} ,t)}
즉, 슈뢰딩거 방정식은 다음과 같은 2차 편미분 방정식이 된다.
{\displaystyle i\hbar {\frac {\partial }{\partial t}}\psi (\mathbf {x} ,t)=\left(-{\frac {\hbar ^{2}}{2m}}\nabla ^{2}+V(\mathbf {x} ,t)\right)\psi (\mathbf {x} ,t)}

## 라그랑지언과 이차 양자화
슈뢰딩거 방정식은 다음과 같은 라그랑지언으로부터 유도할 수 있다.
{\displaystyle {\mathcal {L}}=\psi ^{*}\left(i\hbar {\frac {\partial }{\partial t}}-{\hat {H}}\right)\psi }
예를 들어, 퍼텐셜 {\displaystyle V(\mathbf {x} ,t)} 속에 있는, 질량이 {\displaystyle m}인 비상대론적 입자의 경우 슈뢰딩거 라그랑지언은 다음과 같다.
{\displaystyle {\mathcal {L}}=\psi ^{*}\left(i\hbar {\frac {\partial }{\partial t}}+{\frac {1}{2m}}\nabla ^{2}-V\right)\psi \sim \psi ^{*}i\hbar {\frac {\partial }{\partial t}}\psi -{\frac {1}{2m}}({\boldsymbol {\nabla }}\psi )^{2}-V|\psi |^{2}}
여기서 두 번째 표현은 전미분항(total derivative)을 무시하고 쓴 것이다.
이 라그랑지언을 고전적 가환 또는 반가환 장의 라그랑지언으로 여겨, 양자장론으로 이차 양자화시킬 수 있다. 이 경우, 외부 배경장 속에서 움직이는, 임의의 수의 비상대론적 보손 또는 페르미온을 나타내는 양자장론을 얻는다. 또한, 이 경우 비선형 상호작용항을 추가할 수 있다. 예를 들어, 그로스-피타옙스키 방정식이 이러한 꼴이다.

## 역사
1905년, 알베르트 아인슈타인은 광전 효과를 설명하기 위해서 광자의 에너지 E와 진동수 ν 및 플랑크 상수 h 사이의 관계를
{\displaystyle E=h\nu }
로 나타내었다. 1924년 루이 드 브로이는 광자 뿐만 아니라 모든 입자가 대응되는 파동함수 {\displaystyle \psi \;}를 가진다는 드 브로이 가설을 발표하고, 파동의 파장 λ와 입자의 운동량 p에 대해
{\displaystyle p=h/\lambda }
의 관계식을 제안했으며, 이 관계식이 특수상대론 및 위의 아인슈타인이 제안한 식과 일관됨을 보였다. 즉, E = hν는 광자 뿐만 아니라 모든 입자에 대해 성립한다는 것이다.
위 식들을 각진동수 {\displaystyle \omega =2\pi \nu \;}와 파수 {\displaystyle k=2\pi /\lambda \;} 및 {\displaystyle \hbar =h/2\pi \;}를 이용해 표현하면,
{\displaystyle E=\hbar \omega } 및
p와 k를 벡터로 표현하면
{\displaystyle \mathbf {p} =\hbar \mathbf {k} }
에르빈 슈뢰딩거는 슈뢰딩거 방정식을 1925년 발표하였다. 슈뢰딩거는 평면파의 위상을 복소 위상인자로 나타내었다.
{\displaystyle \psi (\mathbf {x} ,t)=Ae^{i(\mathbf {k} \cdot \mathbf {x} -\omega t)}}
그리고 그는
{\displaystyle {\frac {\partial }{\partial t}}\psi =-i\omega \psi }
이므로
{\displaystyle E\psi =\hbar \omega \psi =i\hbar {\frac {\partial }{\partial t}}\psi }
이며, 마찬가지로
{\displaystyle {\frac {\partial }{\partial x}}\psi =ik_{x}\psi }
이므로
{\displaystyle p_{x}\psi =\hbar k_{x}\psi =-i\hbar {\frac {\partial }{\partial x}}\psi }
이고, 따라서
{\displaystyle p_{x}^{2}\psi =-\hbar ^{2}{\frac {\partial ^{2}}{\partial x^{2}}}\psi }
및 각 방향의 부분들을 더하면
{\displaystyle p^{2}\psi =(p_{x}^{2}+p_{y}^{2}+p_{z}^{2})\psi =-\hbar ^{2}\left({\frac {\partial ^{2}}{\partial x^{2}}}+{\frac {\partial ^{2}}{\partial y^{2}}}+{\frac {\partial ^{2}}{\partial z^{2}}}\right)\psi =-\hbar ^{2}\nabla ^{2}\psi }
이 성립함을 알았다. 이제 이를 총 에너지 E와 질량 m 및 위치에너지에 대한 고전역학적 공식
{\displaystyle E={\frac {p^{2}}{2m}}+V} (단순히 총 에너지를 운동 에너지와 위치 에너지의 합으로 나타낸 것)
에 대입하여, 당시에 슈뢰딩거가 얻었던 위치에너지가 주어진 3차원 공간 상의 단일입자에 대한 공식에 도달한다.
{\displaystyle i\hbar {\frac {\partial }{\partial t}}\psi =-{\frac {\hbar ^{2}}{2m}}\nabla ^{2}\psi +V\psi .}

## 관련 방정식
슈뢰딩거 방정식은 비상대론적이므로, 특수상대론과 불합한다. 슈뢰딩거 방정식을 상대론적으로 일반화하면 스핀에 따라 클라인 고든 방정식이나 디랙 방정식 따위를 얻는다. 이들은 비상대론적인 극한에서 슈뢰딩거 방정식으로 수렴한다.
또한, 슈뢰딩거 방정식에 비인 항을 추가할 수도 있다. 예를 들어, 응집물질물리학에서 보스-아인슈타인 응축을 나타내기 위해 사용하는 그로스-피타옙스키 방정식은 슈뢰딩거 방정식에 사승 상호작용을 추가한 것이다.

## 같이 보기
- 파동 방정식
- 무어, 월터. 《슈뢰딩거의 삶》. 전대호 역. 사이언스북스.